# メディアッティ・コミュニケーションズ
株式会社メディアッティ・コミュニケーションズ（Mediatti Communications,Inc.）は、かつて存在したケーブルテレビ統括運営会社（MSO）である。旧名称は、株式会社トーメンメディアコム。
2009年4月1日、ジュピターテレコム（J:COM）に吸収合併され消滅した。メディアッティ・コミュニケーションズの事業会社は、J:COM傘下のサービス局・事業会社となっている。

## 沿革
- 1997年（平成9年）3月25日 - トーメンが、ケーブルテレビ統括運営会社として株式会社トーメンメディアコムを設立。
- 2000年（平成12年）
  - 4月 - オリンパス・キャピタル・ホールディングス・アジア（香港所在のアメリカ系プライベート・エクイティ・ファンド）とトーメンの折半出資による合弁会社となる。
  - 7月31日 - 香港のPCG傘下のパシフィック・センチュリー・サイバーワークス（PCCW）と資本業務提携。第三者割当増資に応じて出資。トーメンの出資比率は42%となる。
- この頃、株式会社メディアッティ・コミュニケーションズに商号変更。
- 2001年（平成13年）2月5日 - 日本ネットワークサービスから湘南ケーブルネットワーク株式会社の株式22%を取得し、筆頭株主となる。
- 2002年（平成14年）10月31日 - 株式会社シティテレコムかながわの株式55%を取得し、子会社化（38%→93%）。
- 2004年（平成16年）
  - 2月10日 - 米国リバティメディア・インターナショナル（現・リバティ・グローバル）が、メディアッティ・コミュニケーションズへ出資する契約を締結（約80%出資のオリンパス・キャピタルが株式を順次売却）
  - 4月15日 - 全額出資子会社のメディアッティ・ブロードバンド・コミュニケーションズが、沖縄のアメリカ軍基地内でのケーブルテレビ事業をアメリケーブル・インターナショナルから承継。
  - 7月 - 江戸川ケーブルテレビ株式会社の株式92.3%を取得し、子会社化。
  - 11月26日 - 東武鉄道から株式会社東上ケーブルテレビの株式を取得し、69.7%出資の子会社とする。
- 2005年（平成17年）
  - 4月 - 傘下の東上ケーブルテレビの商号を株式会社メディアッティ東上に、ブランド名を「メディアッティ東上」にそれぞれ変更。
  - 株式会社シティケーブルネットを傘下におさめる。
  - 10月20日 - 株式会社シティテレコムかながわの株式7%を、既存株主8社から取得し完全子会社化。
- 2006年（平成18年）
  - 6月1日 - 傘下の株式会社シティケーブルネットが使用するブランド名を「メディアッティ所沢」に変更。
  - 9月1日 - 傘下のシティテレコムかながわと江戸川ケーブルテレビが使用するブランド名を、それぞれ「メディアッティかながわ」と「メディアッティ江戸川」に変更。
  - 11月27日 - セコムとカメイから宮城ネットワーク株式会社の株式を、セコムから株式会社ケーブルネット新潟の株式をそれぞれ取得し、子会社化。出資比率は宮城ネットワークが78.9%、ケーブルネット新潟は89.7%。
- 2007年（平成19年）12月1日 - 傘下のケーブルネット新潟が使用するブランド名を「チューリップNET」から「メディアッティ新潟」に変更。
- 2008年（平成20年）
  - 7月8日 - 日揮および富士通から株式会社横浜テレビ局の株式48.3%を取得し、子会社化。出資比率は24.3%から72.6%となる。
  - 9月17日 - 傘下のケーブルネット新潟の全株式を、株式会社ニューメディアに譲渡（その後の2009年1月にニューメディアと合併）。
  - 12月25日 - ジュピターテレコムが全株式を取得し、完全子会社化（それまでにメディアッティ・ブロードバンド・コミュニケーションズ社はメディアッティ・コミュニケーションズから独立した模様）。
- 2009年（平成21年）4月1日 - ジュピターテレコムに吸収合併され、法人は解散。同時に傘下のメディアッティ東上が株式会社ジェイコム東上に商号変更。また、傘下6社使用のブランドをすべて「メディアッティ」から「J:COM」に変更。

## J:COMによる買収
2008年12月25日に、ジュピターテレコム（J:COM）が、従来の株主であるLiberty Japan MC,LLC（リバティ・グローバルの子会社。45.46%）、MC investments,Ltd.（23.85%）、Mediatti Holdings,Ltd.（20.85%）、豊田通商（5.75%）、PCCW Mediacom,Ltd.（PCCWの子会社? 2.72%）、個人3名（1.37%）の8者から、発行済み株式6万8275株すべてを283億52百万円で買取り、連結子会社化した。これによりJ:COMは、タイタス・コミュニケーションズ、ケーブルウエストに続き国内のMSOの3社目を買収したことになる。

## グループ局
いずれも2009年3月31日時点。
株式会社ジェイコム東上（J:COM東上）埼玉県朝霞市、志木市、新座市、富士見市、ふじみ野市及び入間郡三芳町
株式会社シティケーブルネット（J:COM所沢）埼玉県所沢市
江戸川ケーブルテレビ株式会社（J:COM江戸川）東京都江戸川区
株式会社シティテレコムかながわ（J:COMかながわセントラル）神奈川県横浜市瀬谷区、大和市の一部（元々のJ:COM相模原・大和エリア外の部分）、海老名市、座間市及び綾瀬市
宮城ネットワーク株式会社（J:COM仙台キャベツ）宮城県仙台市青葉区・泉区・宮城野区・若林区、黒川郡富谷町
株式会社横浜テレビ局（J:COM横浜）神奈川県横浜市南区、磯子区、中区、西区（一部）
以前から出資していたが、2008年7月8日をもって筆頭株主の日揮と富士通より株式を取得し、経営権を得た。

## 元グループ局
株式会社ケーブルネット新潟（旧・メディアッティ新潟）新潟県新潟市
2006年12月からグループ入りしていたが、2008年9月17日付でニューメディア（本社・山形県米沢市）へ経営譲渡
株式会社メディアッティ・ブロードバンド・コミュニケーションズ沖縄県在日米軍基地内